# Bingula
Bingula je naselje u općini Šid u Srijemskom okrugu u Vojvodini.

## Stanovništvo
U naselju Bingula živi 	906 stanovnika, od toga 723 punoljetnih stanovnika, a prosječna starost stanovništva iznosi 42,2 godina (38,9 kod muškaraca i 45,5 kod žena). U naselju ima 305 domaćinstava, a prosječan broj članova po domaćinstvu je 2,97.
| Etnički sastav 2002. |            |        |
| Narod                | Stanovnika | %      |
| Srbi                 | 477        | 52,64% |
| Slovaci              | 306        | 33,77% |
| Hrvati               | 40         | 4,41%  |
| Mađari               | 29         | 3,20%  |
| Jugoslaveni          | 10         | 1,10%  |
| Rusini               | 7          | 0,77%  |
| Romi                 | 6          | 0,66%  |
| ostali               | 4          | 0,44%  |
| nepoznato            | 9          | 0,99%  |

| broj stanovnika | 1116  | 1200  | 1244  | 1119  | 1025  | 915   | 906   |
|                 | 1948. | 1953. | 1961. | 1971. | 1981. | 1991. | 2002. |

## Vanjske poveznice
- Položaj, vrijeme i udaljenosti naselja  Arhivirana inačica izvorne stranice od 25. travnja 2009. (Wayback Machine)